# 高良亘
高良 亘（こうら わたる、1986年2月27日 - ）は、日本の俳優。福岡県出身。

## 出演

### テレビドラマ
- 東京リトル・ラブ（フジテレビ）
- 素直になれなくて（フジテレビ）カップル役
- タンブリング（TBS） 不良役
- 土俵ガール!（MBS・TBS他） カップル役
- 青山ワンセグ開発　※ただし、イケメンに限る！「街角編」「初デート編」（NHK）
- 超再現!ミステリー『蜜蜂のデザート』（2012年4月24日、日本テレビ）柴山幸太役
- 「勝・新」2season レギュラー出演　[劇団勝・新]（WOWOW）
- 「シ・ニ・カ・レ」（NOTTV・フジテレビ）
- ルーズヴェルト・ゲーム（2014年、TBS） 二階堂役
- 牙狼-GARO- -魔戒烈伝- 第10話（2016年、テレビ東京） - ギンジ役

### 舞台
- D-BOYS STAGE「ラストゲーム」慶応大学野球部員役
- 村松みさきプロデュースvol.4「女神の失脚」主演　岡崎真介役
- 劇団「勝・新」第一回公演「悪名」

### CM
- 花粉症薬「アベンシスアレグラ」

### イベント
- La Scene Blanche ブライダルモデル
- ジャンプフェスタ2012
- ワールドホビーフェア2012
- アニメコンテンツエキスポ2012
- イベント ヤマハミュージック

### その他
- PV：大橋卓弥（スキマスイッチ）／さかいゆう「ピアノとギターの愛の詩」
- MV：東京女子流「Partition Love」青木先生役
- BeeTV「パーティーは終わった」イケメン役
- 青春ショートムービーシリーズ「始業ベルがなる前に」第9話 主演 弘樹